# 아침

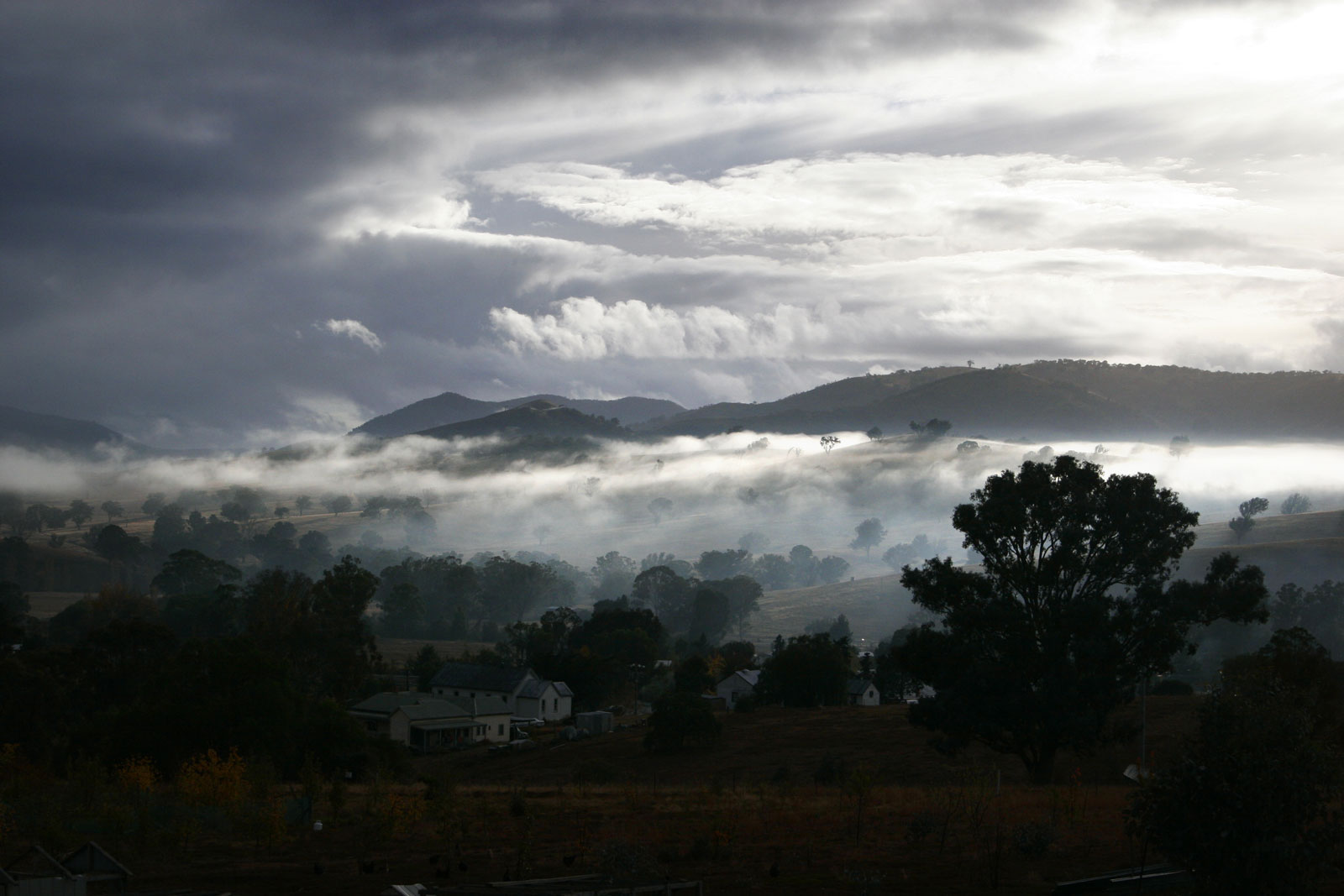

아침은 해가 떠오른 뒤부터 낮이 되기 전까지의 하루를 말한다. 한국어에서는 아침에 먹는 식사도 '아침'이라고 부르며 점심, 저녁도 이와 마찬가지로 적용을 받는다.

## 같이 보기
- 새벽
- 낮
- 저녁
- 밤
- 점심